# Христо Тренков
Христо Йорданов Тренков е виден български библиограф.

## Биография
Роден е в 1912 година в град България, България, в семейството на революционера и учител от Прилеп Йордан Тренков и учителката Стефанка Георгиева Стаматева от Ески Джумая. В 1926 година завършва основното си образование в Шумен и започва да учи в Американския колеж в Самоков. В 1929 година колежът се мести в Симеоново. В 1931 година завършва средното си образование и, след като служи във войската, на следната 1932 година започва да учи право в Софийския университет. През юни 1935 година завършва Обществено-политическия отдел на Свободния университет в Софи (сега УНСС) я, а през февруари 1936 – Юридическия факултет на Софийския университет. Работи във фирма „България“ в Казанлък. В 1937 – 1939 година специализира в Париж завършва Института за висши международни изследвания при Парижкия университет, като по същото време специализира и международни отношения в Лондон. През юли 1939 година завършва Академията по международно право в Хага. От април 1940 година работи като секретар при кабинета на министъра на финансите, а отфевруари 1941 г. – в Министерството на външните работи и на изповеданията. Редактор е и легационен секретар в Дирекцията по печата, Българската телеграфна агенция и в Отдела за документация при Министерството на външните работи. На 5 август 1942 година защитава в Софийския университет дисертация на тема „Правното положение на крайбрежното море“ и получава научната степен „доктор на правните и държавни науки“. В 1948 година започва работа в Българския библиографски институт като като уредник, по-късно старши уредник, а след 1955 г. е старши научен сътрудник I степен. Завежда отделите Международен книгообмен, Текуща библиографска информация и документация, Научно-методичен кабинет, Текуща библиография. От 1950 година преподава в Държавния библиотекарски институт. От 1953 година до 1961 година редактира с прекъсвания „Български книгопис“ и „Летопис на периодичния печат“. Секретар е на Българската национална комисия по библиография при ЮНЕСКО. Издава „Медицинската библиография в помощ на научните работници“. От 1966 година издава поредица от 13 пътеводители под общото заглавие „Пътеводител по литературата в Народна библиотека „Кирил и Методий“. Четиринадесетият свитък е довършен и издаден посмъртно през 1974 г. от дъщеря му Вера Тренкова.
Умира в София в 1971 година.